# Comuna Horjul
Horjul (Občina Horjul) este o comună din Slovenia, cu o populație de 2.678 de locuitori (2004).

## Localități
Horjul, Koreno nad Horjulom, Lesno Brdo, Ljubgojna, Podolnica, Samotorica, Vrzdenec, Zaklanec, Žažar